# Labidostomma glandula
Labidostomma glandula är en spindeldjursart som beskrevs av Warren T. Atyeo och Crossley 1961. Labidostomma glandula ingår i släktet Labidostomma och familjen Labidostommidae. Inga underarter finns listade i Catalogue of Life.